# (3895) Earhart
(3895) Earhart es un asteroide perteneciente al cinturón de asteroides, descubierto el 23 de febrero de 1987 por Carolyn Shoemaker desde el Observatorio del Monte Palomar, Estados Unidos.

## Designación y nombre
Designado provisionalmente como 1987 DE. Fue nombrado Earhart en honor a la mujer piloto estadounidense Amelia Earhart.